# Theodosius Levetzau
Theodosius von Levetzau (nicht zu verwechseln mit Theodosius von Levetzow 1665–1719, * 1742 auf Torbenfeldt, Frydendal Sogn; † 6. Oktober 1817 in Kiel) war ein dänischer Stiftsamtmann des Bistums Ribe, Träger des Dannebrogordens und Landdrost (Landrat) der Herrschaft Pinneberg.

## Leben
Er war ein Sohn des Geheimrats Hans Frederik von Levetzau (* 1711 auf Bygholm; † 1763 ebenda) und dessen Frau Sophie geb. von Eynden (Eyndten) (* 1718; † 1795). Albrecht Philip von Levetzau war sein jüngerer Bruder. Über seine Kindheit liegen nur unsichere Nachrichten vor, außer dass er am 24. November 1742 getauft wurde. Bereits 1749 wurde von Levetzau Kammerjunker und stand ab 1763 im Dienst von Friedrich von Dänemark (1753–1805). 1768 wurde er zum Stiftsamtmann des Bistums Ribe und zum Amtmann von Riberhus Amt ernannt und wurde 1776 Kammerherr. Ein Jahr später wurde er zum weißen Ritter vom Dannebrog ernannt. 1781 wurde von Levetzau Stiftsamtmann des Bistums Aalborg und gleichzeitig Amtmann von Aalborghus Amt, Åstrup, Sejlstrup und Børglum Amt. 1792 ging er aus Gesundheitsgründen in Pension.
Theodosius von Levetzau war mit Caroline Sophie geb. Holck (1742–1811), einer Tochter des Generalleutnants Christian Christopher Holck und Schwester von Conrad Holck, verheiratet. Aus dieser Ehe ging die Tochter Sophie Armgoth hervor, die am 2. Februar 1771 im Kindesalter verstarb.